# William Nobles
William (Wright) Nobles est un directeur de la photographie américain, né le 23 décembre 1892 à Waubay (Dakota du Sud), mort le 24 novembre 1968 à Costa Mesa (Californie).

## Biographie
William Nobles s'illustre comme chef opérateur dans le domaine de la série B et contribue à plus de cent-soixante dix films américains, produits notamment par Republic Pictures, sortis entre 1917 et 1942 (année où il se retire).
Parmi eux figurent de nombreux westerns et serials, comme In Old Santa Fe de David Howard (1934, avec Ken Maynard et Gabby Hayes), Le Cavalier miracle de B. Reeves Eason et Armand Schaefer (1935, avec Tom Mix et Charles Middleton), Oh, Susanna! de Joseph Kane (1936, avec Gene Autry et Smiley Burnette), La Caravane de l'enfer de William Witney, Ray Taylor et Alan James (1937, avec Ray Corrigan et Hoot Gibson), Les Trois Diables rouges de William Witney et John English (1939, avec Herman Brix et Carole Landis), The Carson City Kid de Joseph Kane (1940, avec Roy Rogers et Gabby Hayes), ou encore Le Capitaine Marvel de William Witney et John English (1941, avec Tom Tyler dans le rôle-titre).

## Filmographie partielle
(S = serial)
- 1917 : The Little Patriot de William Bertram
- 1920 : A Man from Nowhere de Francis Ford
- 1921 : Cyclone Bliss de Francis Ford
- 1922 : The Crow's Nest de Paul Hurst
- 1923 : The Red Warning de Robert N. Bradbury
- 1923 : Wolves of the Border d'Alan James
- 1925 : Hidden Loot de Robert N. Bradbury
- 1926 : The Wild Horse Stampede d'Albert S. Rogell
- 1926 : The Border Sheriff de Robert N. Bradbury
- 1927 : The Rambling Ranger de Dell Henderson
- 1927 : Rough and Ready d'Albert S. Rogell
- 1927 : The Slingshot Kid (en) de Louis King
- 1929 : Overland Bound de Leo D. Maloney
- 1930 : The Voice from the Sky de Ben F. Wilson
- 1930 : Firebrand Jordan d'Alan James
- 1931 : The Mystery Trooper de Stuart Paton (S)
- 1931 : The Law of the Tong (en) de Lewis D. Collins
- 1931 : The Lightning Warrior (en) de Benjamin H. Kline et Armand Schaefer (S)
- 1932 : The Racing Strain de Jerome Storm
- 1932 : Devil on Deck de Wallace Fox
- 1932 : Sinister Hands d'Armand Schaefer
- 1932 : The Drifter de William A. O'Connor
- 1932 : A Scarlet Week-End de George Melford

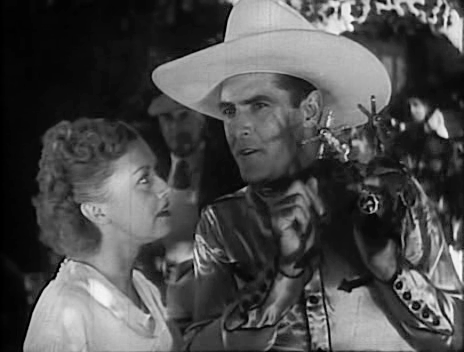
In Old Santa Fe (1934) :
Evalyn Knapp et Ken Maynard

- 1933 : The Mystery Squadron de Colbert Clark et David Howard (S)
- 1933 : Via Pony Express de Lewis D. Collins
- 1933 : Ralph le vengeur (The Wolf Dog) de Colbert Clark et Harry L. Fraser (S)
- 1934 : Le Mystère du Colorado (en) (Mystery Mountain) d'Otto Brower et B. Reeves Eason (S)
- 1934 : In Old Santa Fe de David Howard
- 1934 : The Man from Hell (en) de Lewis D. Collins
- 1934 : Le Démon noir (en) (Law of the Wild) de B. Reeves Eason et Armand Schaefer (S)
- 1934 : Little Men de Phil Rosen
- 1934 : Perdus dans la jungle (The Lost Jungle) de David Howard et Armand Schaefer (S)
- 1935 : L'Île des rayons de la mort (The Fighting Marines) de B. Reeves Eason et Joseph Kane (S)
- 1935 : Alias John Law (en) de Robert N. Bradbury
- 1935 : The Adventures of Rex and Rinty (en) de Ford Beebe et B. Reeves Eason (S)
- 1935 : Branded a Coward de Sam Newfield
- 1935 : One Frightened Night (en) de Christy Cabanne
- 1935 : L'Empire des fantômes (The Phantom Empire) d'Otto Brower et B. Reeves Eason (S)
- 1935 : The Singing Vagabond (en) de Carl Pierson
- 1935 : La Joyeuse Aventure (Ladies Crave Excitement), de Nick Grinde
- 1935 : Le Cavalier miracle (The Miracle Rider) de B. Reeves Eason et Armand Schaefer (S)
- 1935 : The Headline Woman (en) de William Nigh
- 1936 : La Ville fantôme (Winds of the Wasteland) de Mack V. Wright
- 1936 : La Chevauchée solitaire (The Lonely Trail) de Joseph Kane
- 1936 : The Three Mesquiteers de Ray Taylor
- 1936 : Oh, Susanna! de Joseph Kane
- 1936 : Roarin' Lead (en) de Sam Newfield et Mack V. Wright
- 1936 : The Return of Jimmy Valentine de Lewis D. Collins
- 1936 : Beware of Ladies d'Irving Pichel
- 1937 : Zorro Rides Again de William Witney et John English (S)

- 1937 : Wild Horse Rodeo (en) de George Sherman

The Carson City Kid (1940) :
Gabby Hayes et Roy Rogers

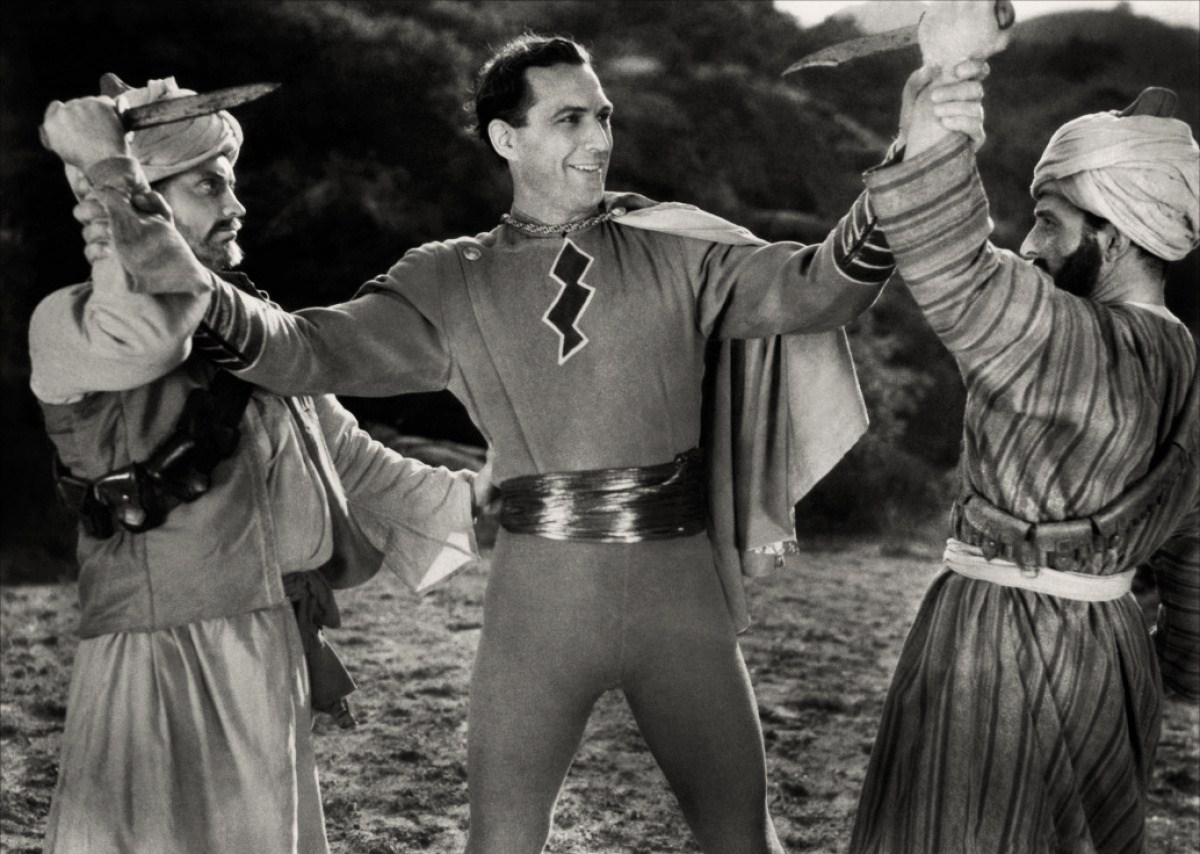
Le Capitaine Marvel (1941) :
Tom Tyler au centre

- 1937 : La Caravane de l'enfer (The Painted Stallion) de William Witney, Ray Taylor et Alan James (S)
- 1937 : Bill Cracks Down (en) de William Nigh
- 1937 : Dick Tracy de Ray Taylor et Alan James (S)
- 1937 : Le Champion (Boots and Saddles) de Joseph Kane
- 1937 : SOS Coast Guard d'Alan James et William Witney (S)
- 1938 : Outlaws of Sonora (en) de George Sherman
- 1938 : Les Vautours de la jungle (Hawk of the Wilderness) de William Witney et John English (S)
- 1938 : Gold Mine in the Sky (en) de Joseph Kane
- 1938 : Call the Mesquiteers (en) de John English
- 1938 : Les Justiciers du Far-West (The Lone Ranger) de William Witney et John English (S)
- 1938 : Guet-apens dans les airs (Overland Stage Raiders) de George Sherman
- 1938 : Western Jamboree (en) de Ralph Staub
- 1939 : Sérénade à Mexico (South of the Border) de George Sherman
- 1939 : Sous le ciel du Colorado (Colorado Sunset) de George Sherman
- 1939 : Les Trois Diables rouges (Daredevils of the Red Circle) de William Witney et John English (S)
- 1939 : Le Diable de Mexico (Mexicali Rose) de George Sherman
- 1939 : Le Torrent de la mort (Rovin' Tumbleweeds) de George Sherman
- 1940 : The Carson City Kid de Joseph Kane
- 1940 : À la rescousse (The Trail Blazers) de George Sherman
- 1940 : Heroes of the Saddle de William Witney
- 1940 : En mauvaise passe (Lone Star Raiders) de George Sherman
- 1940 : King of the Royal Mounted de William Witney et John English (S)
- 1940 : Les Gangsters du Texas (Under Texas Skies ) de George Sherman
- 1940 : Carolina Moon (en) de Frank McDonald
- 1940 : Covered Wagon Days de George Sherman
- 1941 : Jesse James at Bay de Joseph Kane
- 1941 : Two Gun Sheriff de George Sherman
- 1941 : The Singing Hill (en) de Lew Landers
- 1941 : Kansas Cyclone de George Sherman
- 1941 : Le Shérif de Tombstone (Sheriff of Tombstone) de Joseph Kane
- 1941 : Père contre fils (Wyoming Wildcat) de George Sherman
- 1941 : Le Capitaine Marvel (Adventures of Captain Marvel) de William Witney et John English (S)
- 1941 : Desert Bandit de George Sherman
- 1942 : Romance on the Range (en) de Joseph Kane